# ミリアム・チョマス
ミリアム・チョマス（Myriam Chomaz、1972年10月21日 - ）は、フランス出身の女子プロボクサーである。元WBC女子世界スーパーフェザー級暫定王者。

## 来歴
サバットからアマチュアボクシングに転向し、2005年にヨーロッパ選手権優勝を果たす。
2006年2月10日、33歳でプロデビュー。
2007年5月29日、ガリーナ・コレヴァ・イヴァノヴァとEBU女子フェザー級王座を争い、2-0で初黒星。
2008年3月14日、Daniela DavidとEBU女子スーパーフェザー級王座を争い、KOでタイトル獲得。
6月6日、Agnes Adongaを2RKOで沈め、WBC女子インターナショナル同級王座獲得。
11月20日、ジェニファー・バーバーとWBC女子世界暫定王座を争い、2-1の僅差判定で暫定王座獲得。
2009年にノンタイトルを連勝。
しかし、12月17日の正規王者オリビア・ゲルーラとの王座統一戦で敗退。約1年間保持していた暫定王座はゲルーラの持つ正規王座に吸収される形で消滅、正規王座獲得はならなかった。
2010年11月6日、Sonia Mirabelliに勝利して再起。
2011年3月25日、Julie RobertとEBU王座を争い、判定で王座獲得。

## 戦績
- 16戦 14勝 7KO 2敗

## 獲得タイトル
- EBU女子世界スーパーフェザー級王座
- WBC女子世界スーパーフェザー級暫定王座